# سفارت هلند در لندن
سفارت هلند در لندن (به انگلیسی: Embassy of the Netherlands) یک سفارت در بریتانیا است که در لندن واقع شده‌است.